# Janko-Gruppe
Eine Janko-Gruppe ist in der Gruppentheorie eine der vier sporadischen Gruppen, die nach Zvonimir Janko benannt wurden. 1965 fand Janko die erste Janko-Gruppe J1 und sagte zum selben Zeitpunkt die Existenz der Janko-Gruppen J2 und J3 voraus. 1976 vermutete er dann auch die Existenz der Janko-Gruppe J4. Die Gruppen J2, J3, und J4 wurden dann später von anderen Mathematikern nachgewiesen.

Während die Janko-Gruppe J2 zur sogenannten Happy Family gehört, gehören die Gruppen J1, J3 und J4 zu den Parias. Das bedeutet, dass diese drei Gruppen nicht als Subquotienten (Quotientengruppen von Untergruppen) der Monstergruppe dargestellt werden können.

## Die vier Janko-Gruppen
- Die Janko-Gruppe J1 hat die Ordnung 175 560 = 23 · 3 · 5 · 7 · 11 · 19. Es ist die einzige Jankogruppe, deren Existenz von Janko selbst bewiesen wurde.
- Die Janko-Gruppe J2 hat die Ordnung 604 800 = 27 · 33 · 52 · 7. Sie wurde von Marshall Hall und David Wales konstruiert.
- Die Janko-Gruppe J3 hat die Ordnung 50 232 960 = 27 · 35 · 5 · 17 · 19 und wurde von Graham Higman und John McKay konstruiert.
- Die Janko-Gruppe J4 hat die Ordnung 86 775 571 046 077 562 880 = 221 · 33 · 5 · 7 · 113 · 23 · 29 · 31 · 37 · 43 und wurde von Simon Norton konstruiert.